# Station Węgrzce Wielkie
Station Węgrzce Wielkie is een spoorwegstation in de Poolse plaats Węgrzce.